# 자산어보
《자산어보》(玆山魚譜)는 조선시대 영조-순조 당시 학자인 정약전이 1801년(순조 원년) 천주교 박해사건인 신유박해 때 전라도 흑산도에 유배되어 1814년(순조 14년)까지 생활하면서 이 지역의 해상 생물에 대해서 분석하여 편찬한 해양생물학 서적이다.

## 내용
총 3권으로 이뤄져 있으며 원본은 없고 필사본만 남아 있다. 흑산도 근해의 각종 어류와 수중 식물을 인류(鱗類 : 비늘이 있음)와 무린류(無鱗類 : 비늘이 없음), 개류(介類 : 딱딱한 껍질을 가짐), 잡류(雜類 : 물고기가 아니지만 물에 사는 생물)로 분류하여 총 155종의 생물을 설명했다. 그 중 잡류는 해충(海蟲 : 바다 벌레), 해금(海禽 : 바다 새), 해수(海獸 : 바다 짐승), 해초(海草 : 바다 풀)로 다시 나뉜다. 이러한 분류 방식은 당시까지 동양 최고의 박물지인 이시진의 《본초강목》과 비교했을 때, 새로운 생물군을 찾아내고 좀 더 구체적으로 나누었다는 점에서 우수했다.
자산어보에는 여러 해양 동식물들의 이름, 모양, 크기, 습성, 맛, 쓰임새, 분포 등을 자세히 기록했다. 수록된 생물 가운데는 무엇을 말하는 것인지 확실치 않은 것도 있으며 무린류 가운데에는 인어(人魚)가 나오기도 한다.
| 卷 | 구별                         | 구별                         | 류(類) | 종(種) |
| -- | ---------------------------- | ---------------------------- | ------ | ------ |
| 1  | 린(鱗, 비늘 있는 어류)       | 린(鱗, 비늘 있는 어류)       | 20     | 72     |
| 2  | 무린(無鱗, 비늘 없는 어류)   | 무린(無鱗, 비늘 없는 어류)   | 19     | 43     |
| 2  | 개류(介類, 껍데기가 있는 것) | 개류(介類, 껍데기가 있는 것) | 12     | 66     |
| 3  | 잡류(雜類)                   | 해충(海蟲, 바다벌레)         | 1      | 4      |
| 3  | 잡류(雜類)                   | 해금(海禽, 바다새)           | 1      | 5      |
| 3  | 잡류(雜類)                   | 해수(海獸, 바다짐승)         | 1      | 1      |
| 3  | 잡류(雜類)                   | 해초(海草)                   | 1      | 35     |
| 계 | 계                           | 계                           | 55     | 226    |

## 청안
자산어보에는 '청안'(𤲟案)이라는 말이 자주 나오는데, 이는 '청안이란 단어의 뒷부분에 나오는 내용은 정약용의 제자인 이청이 내용을 보충하였다'는 의미이다. 그런데 이것이 이청이 스스로 후대에 보충하여 쓴 것인지 아니면 정약전이 정약용의 제자인 이청으로부터 내용을 전해 받은 다음 쓴 것인지는 확실하지 않다.

## 독음 논쟁
일부에서는 '자산어보'가 아니라 '현산어보'로 불려야 한다는 주장이 있으나, 하지만 이에 대한 반박도 있다.
과학사학자 신동원은 조선 후기의 대표적으로 쓰인 옥편들인 《강희자전》과 《규장전운》에서는 자(玆)가 '현'으로 읽히는 용례가 없으며, '현산어보'라는 주장의 주된 근거가 되는 동생 정약용의 玆山에 대한 언급은 단지 자(玆)가 검다(黑)는 의미를 보여주기 위함이라고 설명한다. 만약 본래 음과 다른 음으로 쓰였다면 별도의 뜻풀이를 했어야 하지만, 정약용과 정약전의 글에서는 그런 언급이 전혀 나타나지 않고 있다.
또한 자산어보의 '자산(玆山)'이 흑산도라는 주장에 대해서, 흑산도의 의미도 갖지만 실은 정약전의 호인 자산에서 딴 것이라고 주장한다. 만약 흑산도만을 뜻했다면, 그의 또 다른 저서인 《자산역간(玆山易諫)》은 '흑산도의 역간'이라는 뜻이 되므로 맞지 않다는 것이다.

## 같이 보기
- 정약전 - 《자산어보》의 저자
- 우해이어보(牛海異漁譜) - 김려(金鑢)가 1804년에 쓴 조선 최초의 어류 백과사전 (경상남도 창원시 일대 : 옛 진해시 지역)

- 이 문서에는 다음커뮤니케이션(현 카카오)에서 GFDL 또는 CC-SA 라이선스로 배포한 글로벌 세계대백과사전의 "〈실학의 융성〉" 항목을 기초로 작성된 글이 포함되어 있습니다.